# Mansuphantes
Mansuphantes es un género de arañas araneomorfas de la familia Linyphiidae. Se encuentra en la zona paleártica.

## Lista de especies
Según The World Spider Catalog 12.0:
- Mansuphantes arciger (Kulczynski, 1882)
- Mansuphantes aridus (Thorell, 1875)
- Mansuphantes auruncus (Brignoli, 1979)
- Mansuphantes fragilis (Thorell, 1875)
- Mansuphantes gladiola (Simon, 1884)
- Mansuphantes korgei (Saaristo & Tanasevitch, 1996)
- Mansuphantes mansuetus (Thorell, 1875)
- Mansuphantes ovalis (Tanasevitch, 1987)
- Mansuphantes parmatus (Tanasevitch, 1990)
- Mansuphantes pseudoarciger (Wunderlich, 1985)
- Mansuphantes rectilamellus (Deltshev, 1988)
- Mansuphantes rossii (Caporiacco, 1927)
- Mansuphantes simoni (Kulczynski, 1894)